# Teluk Jira
Teluk Jira is een bestuurslaag in het regentschap Indragiri Hilir van de provincie Riau, Indonesië. Teluk Jira telt 2846 inwoners (volkstelling 2010).